# DenizBank AG Volley League (2019/2020)
DenizBank AG Volley League 2019/2020 − 59. sezon mistrzostw Austrii w piłce siatkowej zorganizowany przez Austriacki Związek Piłki Siatkowej (Österreichischer Volleyballverband). Zainaugurowany został 28 września 2019 roku.
W DenizBank AG Volley League w sezonie 2019/2020 uczestniczyło 8 drużyn. Do najwyższej klasy rozgrywkowej dołączył wicemistrz 2. Bundesligi – TJ Sokol Wien V. Rozgrywki miały obejmować fazę zasadniczą, drugą fazę oraz fazę play-off składającą się z ćwierćfinałów, meczów o miejsca 5-8, półfinałów, meczów o 3. miejsce oraz finałów.
11 marca 2020 roku ze względu na szerzenie się zakażeń wirusem SARS-CoV-2 Austriacki Związek Piłki Siatkowej wstrzymał do odwołania rozgrywki ligowe. 13 marca 2020 roku zarząd Austriackiego Związku Piłki Siatkowej podjął decyzję o ostatecznym zakończeniu rozgrywek oraz o tym że żadna z drużyn nie spadnie do niższej ligi.
Ze względu na fakt, że faza play-off nie została rozegrana do końca, związek zdecydował o nieprzyznawaniu tytułu mistrza Austrii. Uznał jednocześnie za obowiązującą klasyfikację drużyn po zakończeniu drugiej fazy, wyłaniając na tej podstawie uczestników europejskich pucharów i ligi MEVZA w sezonie 2020/2021.
W sezonie 2019/2020 w Lidze Mistrzów Austrię reprezentował SK Zadruga Aich/Dob, natomiast w Pucharze Challenge – Union Raiffeisen Waldviertel, UVC Holding Graz oraz UVC Weberzeile Ried/Innkreis.

## System rozgrywek

### Faza zasadnicza
W fazie zasadniczej 8 drużyn rozgrywa ze sobą spotkania systemem każdy z każdym – mecz u siebie i rewanż na wyjeździe. Cztery najlepsze zespoły uzyskują awans do grupy 1-4 drugiej fazy, natomiast zespoły z miejsc 5-8 trafiają do grupy 5-8 drugiej fazy.

### Druga faza
Grupa 1-4

W grupie 1-4 drugiej fazy drużyny rozgrywają ze sobą spotkania systemem każdy z każdym – mecz u siebie i rewanż na wyjeździe. Mecze rozegrane w fazie zasadniczej nie są wliczane do tabeli, jednakże drużyny otrzymują dodatkowe punkty w zależności od miejsca zajętego w fazie zasadniczej według klucza:
- 1. miejsce w fazie zasadniczej – 3 pkt,
- 2. miejsce w fazie zasadniczej – 2 pkt,
- 3. miejsce w fazie zasadniczej – 1 pkt,
- 4. miejsce w fazie zasadniczej – 0 pkt.

Miejsce zajęte przez daną drużynę w grupie 1-4 decyduje o rozstawieniu w fazie play-off.
Grupa 5-8

W grupie 5-8 drugiej fazy drużyny rozgrywają ze sobą spotkania systemem każdy z każdym – mecz u siebie i rewanż na wyjeździe. Mecze rozegrane w fazie zasadniczej nie są wliczane do tabeli, jednakże drużyny otrzymują dodatkowe punkty w zależności od miejsca zajętego w fazie zasadniczej według klucza:
- 5. miejsce w fazie zasadniczej – 3 pkt,
- 6. miejsce w fazie zasadniczej – 2 pkt,
- 7. miejsce w fazie zasadniczej – 1 pkt,
- 8. miejsce w fazie zasadniczej – 0 pkt.

Miejsce zajęte przez daną drużynę w grupie 5-8 decyduje o rozstawieniu w fazie play-off.

### Faza play-off
I runda

Ćwierćfinały

Ćwierćfinałowe pary tworzone są na podstawie miejsc zajętych przez poszczególne drużyny w drugiej fazie według klucza: 1-8; 2-7; 3-6; 4-5. Rywalizacja toczy się do dwóch wygranych meczów. Gospodarzem pierwszego spotkania jest zespół niżej rozstawiony, natomiast drugiego i trzeciego meczu – zespół wyżej rozstawiony.
II runda

Półfinały

W półfinałach grają zwycięzcy z poszczególnych par ćwierćfinałowych. Pierwszą parę półfinałową tworzą zwycięzca rywalizacji 1-8 ze zwycięzcą rywalizacji 4-5, drugą natomiast - zwycięzca rywalizacji 2-7 ze zwycięzcą rywalizacji 3-6. Drużyny grają do trzech wygranych meczów ze zmianą gospodarza po każdym meczu. Gospodarzem pierwszego spotkania jest zespół wyżej rozstawiony.
Mecze o miejsca 5-8

Przegrani par ćwierćfinałowych tworzą pary meczowe na podstawie miejsc zajętych w drugiej fazie. Pierwszą parę meczową tworzą drużyny, które w drugiej fazie zajęły najwyższe i najniższe miejsce, natomiast drugą parę meczową pozostałe zespoły. Rywalizacja toczy się do dwóch wygranych meczów. Gospodarzem pierwszego spotkania jest zespół niżej rozstawiony, natomiast drugiego i trzeciego meczu – zespół wyżej rozstawiony.
Zwycięzcy w poszczególnych parach rywalizują o 5. miejsce, natomiast przegrani trafiają do baraży.
III runda

Finały

O tytuł mistrzowski grają zwycięzcy w parach półfinałowych. Rywalizacja toczy się do czterech wygranych meczów ze zmianą gospodarza po każdym meczu. Gospodarzem pierwszego spotkania jest zespół wyżej rozstawiony. 
Mecze o 3. miejsce

O brązowy medal grają przegrani w parach półfinałowych. Rywalizacja toczy się do dwóch wygranych meczów. Gospodarzem pierwszego spotkania jest zespół niżej rozstawiony, natomiast drugiego i trzeciego meczu – zespół wyżej rozstawiony.
Mecze o 5. miejsce

O 5. miejsce grają wygrani w parach półfinałowych o miejsca 5-8. Rywalizacja toczy się do dwóch wygranych meczów. Gospodarzem pierwszego spotkania jest zespół niżej rozstawiony, natomiast drugiego i trzeciego meczu – zespół wyżej rozstawiony.

## Drużyny uczestniczące
| | DenizBank AG Volley League 2019/2020 |   |    |
| --- | ------------------------------------ | - | -- |
| AIC | SK Zadruga Aich/Dob                  | 1 | LM |
| WAL | Union Raiffeisen Waldviertel         | 2 | Ch |
| GRA | UVC Holding Graz                     | 3 | Ch |
| RIE | UVC Weberzeile Ried/Innkreis         | 4 | Ch |
| AMS | VCA Amstetten Niederösterreich       | 5 |    |
| WEI | VBC TLC Weiz                         | 6 |    |
| KLG | VBK Wörther-See-Löwen Klagenfurt     | 7 |    |
| | Awans z 2. Bundesligi                |   |    |
| SOK | TJ Sokol Wien V                      | 2 |    |
| Oznaczenia: - kolumna pierwsza – skróty nazw drużyn wpisane na mapie (jeśli ta została zamieszczona), - kolumna trzecia – miejsce zajęte przez daną drużynę w poprzednim sezonie. |                                      |   |    |

## Hale sportowe
| Klub                             | Hala sportowa                       | Miejscowość      | Pojemność |
| -------------------------------- | ----------------------------------- | ---------------- | --------- |
| SK Zadruga Aich/Dob              | JUFA-Arena                          | Bleiburg         | 1000      |
| TJ Sokol Wien V                  | Posthalle                           | Wiedeń           |           |
| TJ Sokol Wien V                  | Sporthalle Brigittenau              | Wiedeń           | 855       |
| TJ Sokol Wien V                  | Sporthalle Fünfhaus                 | Wiedeń           | 300       |
| Union Raiffeisen Waldviertel     | Stadthalle Zwettl                   | Zwettl           | 350       |
| UVC Holding Graz                 | Raiffeisen Sportpark – Arena        | Graz             | 3000      |
| UVC Weberzeile Ried/Innkreis     | Messehalle 18                       | Ried im Innkreis | 600       |
| UVC Weberzeile Ried/Innkreis     | Sepp-Öller-Sporthalle               | Mattighofen      |           |
| VBC TLC Weiz                     | ASKÖ-Sportcenter, Halle A           | Graz             | 600       |
| VBC TLC Weiz                     | Sporthalle 2 der Neuen Mittelschule | Weiz             | 300       |
| VBK Wörther-See-Löwen Klagenfurt | Sportpark Arena                     | Klagenfurt       | 200       |
| VCA Amstetten Niederösterreich   | Johann Pölz Halle                   | Amstetten        | 250       |

## Trenerzy
| Klub                             | Pierwszy trener      | Narodowość | Drugi trener       | Narodowość |
| -------------------------------- | -------------------- | ---------- | ------------------ | ---------- |
| SK Zadruga Aich/Dob              | Matjaž Hafner        | Słowenia   | Mihael Kosl        | Słowenia   |
| TJ Sokol Wien V                  | Aleksandar Jovanović | Austria    | Azadeh Sufi        | Austria    |
| Union Raiffeisen Waldviertel     | Zdeněk Šmejkal       | Czechy     | Michał Peciakowski | Polska     |
| UVC Holding Graz                 | Róbert Koch          | Węgry      | Zoltán Mózer       | Węgry      |
| UVC Weberzeile Ried/Innkreis     | Dominik Kefer        | Austria    | —                  | —          |
| VBC TLC Weiz                     | Saša Jovanović       | Austria    | Gernot Schoberer   | Austria    |
| VBK Wörther-See-Löwen Klagenfurt | Jorgos Kotsilianos   | Grecja     | Simon Baldauf      | Austria    |
| VCA Amstetten Niederösterreich   | Mircea Dudas         | Rumunia    | Torsten Großmann   | Niemcy     |

### Zmiany trenerów
| Klub                             | Były trener  | Narodowość | Nowy trener        | Narodowość |       |
| -------------------------------- | ------------ | ---------- | ------------------ | ---------- | ----- |
| Przed sezonem                    |              |            |                    |            |       |
| VBK Wörther-See-Löwen Klagenfurt | Johann Huber | Austria    | Jorgos Kotsilianos | Grecja     |       |
| VCA Amstetten Niederösterreich   | Erkan Toğan  | Turcja     | Mircea Dudas       | Rumunia    | [ 5 ] |

## Faza zasadnicza

### Tabela wyników
| Gospodarz \ Gość1                | AIC | WAL | GRA | RIE | AMS | WEI | KLG | SOK |
| -------------------------------- | --- | --- | --- | --- | --- | --- | --- | --- |
| SK Zadruga Aich/Dob              | -   | 3:1 | 3:2 | 3:0 | 3:1 | 3:1 | 3:0 | 3:0 |
| Union Raiffeisen Waldviertel     | 0:3 | -   | 3:1 | 3:0 | 3:0 | 3:0 | 3:1 | 3:0 |
| UVC Holding Graz                 | 1:3 | 2:3 | -   | 3:0 | 3:0 | 3:0 | 3:0 | 3:0 |
| UVC Weberzeile Ried/Innkreis     | 0:3 | 3:1 | 2:3 | -   | 2:3 | 3:1 | 3:0 | 3:0 |
| VCA Amstetten Niederösterreich   | 0:3 | 0:3 | 1:3 | 3:2 | -   | 3:0 | 0:3 | 3:0 |
| VBC TLC Weiz                     | 2:3 | 0:3 | 3:2 | 0:3 | 3:0 | -   | 2:3 | 3:0 |
| VBK Wörther-See-Löwen Klagenfurt | 2:3 | 0:3 | 0:3 | 1:3 | 3:1 | 3:0 | -   | 3:0 |
| TJ Sokol Wien V                  | 0:3 | 0:3 | 0:3 | 0:3 | 0:3 | 0:3 | 1:3 | -   |

Źródło: ÖVV (niem.) / ÖVV – Data Project (niem.)
1 Drużyna gospodarzy jest wymieniona po lewej stronie tabeli.
Kolory:
  zwycięstwo gospodarzy 3:0 lub 3:1
  zwycięstwo gospodarzy 3:2
  zwycięstwo gości 3:0 lub 3:1
  zwycięstwo gości 3:2

### Terminarz i wyniki spotkań
| Data        | Godz. | Gospodarz                        | Rezultat                                | Gość                             | Widzów |
| ----------- | ----- | -------------------------------- | --------------------------------------- | -------------------------------- | ------ |
| 1. KOLEJKA  |       |                                  |                                         |                                  |        |
| 21.12.2019  | 17:30 | UVC Weberzeile Ried/Innkreis     | 3:1 (25:19, 22:25, 25:17, 25:21)        | VBC TLC Weiz                     | 200    |
| 02.10.2019  | 19:00 | SK Zadruga Aich/Dob              | 3:1 (20:25, 25:19, 25:20, 25:17)        | VCA Amstetten Niederösterreich   | 280    |
| 29.09.2019  | 18:30 | UVC Holding Graz                 | 2:3 (19:25, 23:25, 25:20, 29:27, 12:15) | Union Raiffeisen Waldviertel     | 250    |
| 28.09.2019  | 19:00 | TJ Sokol Wien V                  | 1:3 (36:38, 17:25, 25:22, 21:25)        | VBK Wörther-See-Löwen Klagenfurt | 240    |
| 2. KOLEJKA  |       |                                  |                                         |                                  |        |
| 02.10.2019  | 20:30 | VBC TLC Weiz                     | 0:3 (19:25, 25:27, 24:26)               | Union Raiffeisen Waldviertel     | 72     |
| 04.10.2019  | 20:00 | VBK Wörther-See-Löwen Klagenfurt | 0:3 (17:25, 17:25, 14:25)               | UVC Holding Graz                 | 51     |
| 04.10.2019  | 18:30 | VCA Amstetten Niederösterreich   | 3:0 (25:21, 25:17, 25:19)               | TJ Sokol Wien V                  | 68     |
| 09.10.2019  | 19:00 | UVC Weberzeile Ried/Innkreis     | 0:3 (16:25, 19:25, 15:25)               | SK Zadruga Aich/Dob              | 175    |
| 3. KOLEJKA  |       |                                  |                                         |                                  |        |
| 16.10.2019  | 19:00 | SK Zadruga Aich/Dob              | 3:1 (25:9, 20:25, 25:13, 25:22)         | VBC TLC Weiz                     | 265    |
| 12.10.2019  | 19:00 | TJ Sokol Wien V                  | 0:3 (22:25, 13:25, 22:25)               | UVC Weberzeile Ried/Innkreis     | 160    |
| 12.10.2019  | 20:00 | UVC Holding Graz                 | 3:0 (25:21, 25:21, 25:19)               | VCA Amstetten Niederösterreich   | 261    |
| 13.10.2019  | 16:00 | Union Raiffeisen Waldviertel     | 3:1 (22:25, 25:16, 26:24, 25:20)        | VBK Wörther-See-Löwen Klagenfurt | 342    |
| 4. KOLEJKA  |       |                                  |                                         |                                  |        |
| 19.10.2019  | 19:00 | VBC TLC Weiz                     | 2:3 (25:20, 25:22, 19:25, 21:25, 9:15)  | VBK Wörther-See-Löwen Klagenfurt | 73     |
| 16.10.2019  | 19:00 | VCA Amstetten Niederösterreich   | 0:3 (15:25, 21:25, 20:25)               | Union Raiffeisen Waldviertel     | 100    |
| 18.10.2019  | 19:30 | UVC Holding Graz                 | 3:0 (25:19, 26:24, 25:23)               | UVC Weberzeile Ried/Innkreis     | 153    |
| 19.10.2019  | 19:00 | SK Zadruga Aich/Dob              | 3:0 (25:11, 25:14, 25:16)               | TJ Sokol Wien V                  | 196    |
| 5. KOLEJKA  |       |                                  |                                         |                                  |        |
| 26.10.2019  | 17:00 | TJ Sokol Wien V                  | 0:3 (25:27, 21:25, 22:25)               | VBC TLC Weiz                     | 70     |
| 23.10.2019  | 20:00 | UVC Holding Graz                 | 1:3 (25:27, 26:24, 19:25, 13:25)        | SK Zadruga Aich/Dob              | 178    |
| 27.10.2019  | 17:00 | Union Raiffeisen Waldviertel     | 3:0 (25:20, 25:14, 25:23)               | UVC Weberzeile Ried/Innkreis     | 310    |
| 26.10.2019  | 16:30 | VBK Wörther-See-Löwen Klagenfurt | 3:1 (25:14, 21:25, 25:20, 25:22)        | VCA Amstetten Niederösterreich   | 53     |
| 6. KOLEJKA  |       |                                  |                                         |                                  |        |
| 01.11.2019  | 19:00 | VBC TLC Weiz                     | 3:0 (25:23, 25:23, 25:22)               | VCA Amstetten Niederösterreich   | 45     |
| 02.11.2019  | 16:00 | VBK Wörther-See-Löwen Klagenfurt | 1:3 (16:25, 25:23, 15:25, 15:25)        | UVC Weberzeile Ried/Innkreis     | 42     |
| 05.10.2019  | 19:00 | SK Zadruga Aich/Dob              | 3:1 (14:25, 25:20, 25:19, 31:29)        | Union Raiffeisen Waldviertel     | 410    |
| 01.11.2019  | 15:30 | TJ Sokol Wien V                  | 0:3 (18:25, 18:25, 15:25)               | UVC Holding Graz                 | 150    |
| 7. KOLEJKA  |       |                                  |                                         |                                  |        |
| 03.11.2019  | 18:00 | UVC Holding Graz                 | 3:0 (26:24, 25:23, 25:20)               | VBC TLC Weiz                     | 310    |
| 06.11.2019  | 19:00 | Union Raiffeisen Waldviertel     | 3:0 (25:12, 25:18, 25:14)               | TJ Sokol Wien V                  | 189    |
| 03.11.2019  | 18:30 | VBK Wörther-See-Löwen Klagenfurt | 2:3 (25:23, 25:23, 15:25, 18:25, 19:21) | SK Zadruga Aich/Dob              | 71     |
| 13.11.2019  | 18:30 | VCA Amstetten Niederösterreich   | 3:2 (25:19, 18:25, 15:25, 25:23, 15:13) | UVC Weberzeile Ried/Innkreis     | 47     |
| 8. KOLEJKA  |       |                                  |                                         |                                  |        |
| 08.11.2019  | 19:00 | VBC TLC Weiz                     | 0:3 (16:25, 21:25, 14:25)               | UVC Weberzeile Ried/Innkreis     | 65     |
| 26.11.2019  | 19:00 | VCA Amstetten Niederösterreich   | 0:3 (20:25, 20:25, 18:25)               | SK Zadruga Aich/Dob              | 50     |
| 30.10.2019  | 19:00 | Union Raiffeisen Waldviertel     | 3:1 (23:25, 25:19, 25:18, 25:21)        | UVC Holding Graz                 | 319    |
| 09.11.2019  | 18:00 | VBK Wörther-See-Löwen Klagenfurt | 3:0 (26:24, 25:20, 25:21)               | TJ Sokol Wien V                  | 50     |
| 9. KOLEJKA  |       |                                  |                                         |                                  |        |
| 20.11.2019  | 19:00 | Union Raiffeisen Waldviertel     | 3:0 (25:17, 25:11, 25:14)               | VBC TLC Weiz                     | 224    |
| 16.11.2019  | 20:00 | UVC Holding Graz                 | 3:0 (25:14, 25:23, 27:25)               | VBK Wörther-See-Löwen Klagenfurt | 235    |
| 16.11.2019  | 19:00 | TJ Sokol Wien V                  | 0:3 (18:25, 25:27, 16:25)               | VCA Amstetten Niederösterreich   | 70     |
| 01.11.2019  | 19:00 | SK Zadruga Aich/Dob              | 3:0 (25:23, 25:15, 25:15)               | UVC Weberzeile Ried/Innkreis     | 258    |
| 10. KOLEJKA |       |                                  |                                         |                                  |        |
| 22.11.2019  | 19:00 | VBC TLC Weiz                     | 2:3 (21:25, 16:25, 25:17, 25:22, 7:15)  | SK Zadruga Aich/Dob              | 62     |
| 23.11.2019  | 18:00 | UVC Weberzeile Ried/Innkreis     | 3:0 (25:19, 25:22, 25:16)               | TJ Sokol Wien V                  | 230    |
| 23.11.2019  | 18:30 | VCA Amstetten Niederösterreich   | 1:3 (25:22, 12:25, 24:26, 19:25)        | UVC Holding Graz                 | 95     |
| 22.11.2019  | 20:00 | VBK Wörther-See-Löwen Klagenfurt | 0:3 (21:25, 22:25, 21:25)               | Union Raiffeisen Waldviertel     | 49     |
| 11. KOLEJKA |       |                                  |                                         |                                  |        |
| 30.11.2019  | 18:00 | VBK Wörther-See-Löwen Klagenfurt | 3:0 (25:23, 25:19, 25:22)               | VBC TLC Weiz                     | 84     |
| 21.12.2019  | 19:00 | Union Raiffeisen Waldviertel     | 3:0 (25:22, 25:20, 25:13)               | VCA Amstetten Niederösterreich   | 412    |
| 30.11.2019  | 18:00 | UVC Weberzeile Ried/Innkreis     | 2:3 (23:25, 25:19, 25:23, 13:25, 13:15) | UVC Holding Graz                 | 200    |
| 21.12.2019  | 19:30 | TJ Sokol Wien V                  | 0:3 (13:25, 21:25, 22:25)               | SK Zadruga Aich/Dob              | 65     |
| 12. KOLEJKA |       |                                  |                                         |                                  |        |
| 04.12.2019  | 20:30 | VBC TLC Weiz                     | 3:0 (25:22, 25:15, 25:18)               | TJ Sokol Wien V                  | 43     |
| 04.12.2019  | 19:00 | SK Zadruga Aich/Dob              | 3:2 (25:18, 25:12, 23:25, 23:25, 15:10) | UVC Holding Graz                 | 205    |
| 04.12.2019  | 19:00 | UVC Weberzeile Ried/Innkreis     | 3:1 (27:25, 25:22, 25:27, 25:20)        | Union Raiffeisen Waldviertel     | 200    |
| 06.12.2019  | 18:30 | VCA Amstetten Niederösterreich   | 0:3 (23:25, 19:25, 20:25)               | VBK Wörther-See-Löwen Klagenfurt | 50     |
| 13. KOLEJKA |       |                                  |                                         |                                  |        |
| 08.12.2019  | 17:00 | VCA Amstetten Niederösterreich   | 3:0 (25:21, 25:11, 28:26)               | VBC TLC Weiz                     | 46     |
| 07.12.2019  | 18:00 | UVC Weberzeile Ried/Innkreis     | 3:0 (25:20, 30:28, 25:23)               | VBK Wörther-See-Löwen Klagenfurt | 250    |
| 07.12.2019  | 19:00 | Union Raiffeisen Waldviertel     | 0:3 (19:25, 20:25, 18:25)               | SK Zadruga Aich/Dob              | 613    |
| 07.12.2019  | 17:30 | UVC Holding Graz                 | 3:0 (25:17, 25:20, 25:21)               | TJ Sokol Wien V                  | 121    |
| 14. KOLEJKA |       |                                  |                                         |                                  |        |
| 14.12.2019  | 19:30 | VBC TLC Weiz                     | 3:2 (25:23, 17:25, 22:25, 25:23, 15:12) | UVC Holding Graz                 | 87     |
| 01.12.2019  | 18:30 | TJ Sokol Wien V                  | 0:3 (19:25, 24:26, 22:25)               | Union Raiffeisen Waldviertel     | 75     |
| 28.11.2019  | 19:00 | SK Zadruga Aich/Dob              | 3:0 (25:15, 25:14, 25:18)               | VBK Wörther-See-Löwen Klagenfurt | 111    |
| 18.12.2019  | 19:00 | UVC Weberzeile Ried/Innkreis     | 2:3 (25:21, 18:25, 25:23, 14:25, 12:15) | VCA Amstetten Niederösterreich   | 150    |

### Tabela
| Lp. | Drużyna                          | Pkt | Mecze | Mecze | Mecze | Rodzaj wyniku | Rodzaj wyniku | Rodzaj wyniku | Rodzaj wyniku | Rodzaj wyniku | Rodzaj wyniku | Sety | Sety | Sety  | Małe punkty | Małe punkty | Małe punkty |
| Lp. | Drużyna                          | Pkt | M     | W     | P     | 3:0           | 3:1           | 3:2           | 2:3           | 1:3           | 0:3           | wyg. | prz. | stos. | zdob.       | str.        | stos.       |
| --- | -------------------------------- | --- | ----- | ----- | ----- | ------------- | ------------- | ------------- | ------------- | ------------- | ------------- | ---- | ---- | ----- | ----------- | ----------- | ----------- |
| 1   | SK Zadruga Aich/Dob              | 39  | 14    | 14    | 0     | 7             | 4             | 3             | 0             | 0             | 0             | 42   | 10   | 4.2   | 1243        | 974         | 1.28        |
| 2   | Union Raiffeisen Waldviertel     | 32  | 14    | 11    | 3     | 8             | 2             | 1             | 0             | 2             | 1             | 35   | 13   | 2.69  | 1156        | 999         | 1.16        |
| 3   | UVC Holding Graz                 | 29  | 14    | 9     | 5     | 7             | 1             | 1             | 3             | 2             | 0             | 35   | 18   | 1.94  | 1206        | 1118        | 1.08        |
| 4   | UVC Weberzeile Ried/Innkreis     | 24  | 14    | 7     | 7     | 4             | 3             | 0             | 3             | 0             | 4             | 27   | 24   | 1.13  | 1126        | 1098        | 1.03        |
| 5   | VBK Wörther-See-Löwen Klagenfurt | 18  | 14    | 6     | 8     | 3             | 2             | 1             | 1             | 2             | 5             | 22   | 28   | 0.79  | 1089        | 1165        | 0.93        |
| 6   | VCA Amstetten Niederösterreich   | 13  | 14    | 5     | 9     | 3             | 0             | 2             | 0             | 3             | 6             | 18   | 31   | 0.58  | 1039        | 1112        | 0.93        |
| 7   | VBC TLC Weiz                     | 13  | 14    | 4     | 10    | 3             | 0             | 1             | 2             | 2             | 6             | 18   | 32   | 0.56  | 1025        | 1159        | 0.88        |
| 8   | TJ Sokol Wien V                  | 0   | 14    | 0     | 14    | 0             | 0             | 0             | 0             | 1             | 13            | 1    | 42   | 0.02  | 832         | 1091        | 0.76        |

Źródło: ÖVV (niem.) / ÖVV – Data Project (niem.)
Punktacja: 3:0 i 3:1 – 3 pkt; 3:2 – 2 pkt; 2:3 – 1 pkt; 1:3 i 0:3 – 0 pkt
Zasady ustalania kolejności: 1. liczba punktów; 2. liczba zwycięstw; 3. stosunek setów; 4. stosunek małych punktów; 5. bilans w bezpośrednich meczach
     grupa 1-4
     grupa 5-8

## Druga faza

### Grupa 1-4

#### Tabela wyników
| Gospodarz \ Gość1            | AIC | WAL | GRA | RIE |
| ---------------------------- | --- | --- | --- | --- |
| SK Zadruga Aich/Dob          | -   | 1:3 | 3:0 | 3:0 |
| Union Raiffeisen Waldviertel | 2:3 | -   | 0:3 | 3:1 |
| UVC Holding Graz             | 2:3 | 3:1 | -   | 3:1 |
| UVC Weberzeile Ried/Innkreis | 0:3 | 0:3 | 0:3 | -   |

Źródło: ÖVV (niem.) / ÖVV – Data Project (niem.)
1 Drużyna gospodarzy jest wymieniona po lewej stronie tabeli.
Kolory:
  zwycięstwo gospodarzy 3:0 lub 3:1
  zwycięstwo gospodarzy 3:2
  zwycięstwo gości 3:0 lub 3:1
  zwycięstwo gości 3:2

#### Terminarz i wyniki spotkań
| Data       | Godz. | Gospodarz                    | Rezultat                                | Gość                         | Widzów |
| ---------- | ----- | ---------------------------- | --------------------------------------- | ---------------------------- | ------ |
| 1. KOLEJKA |       |                              |                                         |                              |        |
| 12.02.2020 | 19:00 | UVC Weberzeile Ried/Innkreis | 0:3 (23:25, 27:29, 17:25)               | Union Raiffeisen Waldviertel | 257    |
| 15.01.2020 | 20:00 | UVC Holding Graz             | 2:3 (25:21, 22:25, 18:25, 25:21, 15:17) | SK Zadruga Aich/Dob          | 237    |
| 2. KOLEJKA |       |                              |                                         |                              |        |
| 15.02.2020 | 19:00 | Union Raiffeisen Waldviertel | 2:3 (25:17, 19:25, 18:25, 25:22, 10:15) | SK Zadruga Aich/Dob          | 346    |
| 08.02.2020 | 18:00 | UVC Weberzeile Ried/Innkreis | 0:3 (15:25, 15:25, 23:25)               | UVC Holding Graz             | 210    |
| 3. KOLEJKA |       |                              |                                         |                              |        |
| 05.02.2020 | 20:00 | UVC Holding Graz             | 3:1 (15:25, 26:24, 31:29, 26:24)        | Union Raiffeisen Waldviertel | 152    |
| 22.01.2020 | 19:00 | SK Zadruga Aich/Dob          | 3:0 (25:20, 25:12, 25:18)               | UVC Weberzeile Ried/Innkreis | 205    |
| 4. KOLEJKA |       |                              |                                         |                              |        |
| 11.01.2020 | 19:00 | Union Raiffeisen Waldviertel | 3:1 (25:20, 25:27, 25:19, 25:23)        | UVC Weberzeile Ried/Innkreis | 364    |
| 25.01.2020 | 19:00 | SK Zadruga Aich/Dob          | 3:0 (28:26, 25:23, 29:27)               | UVC Holding Graz             | 238    |
| 5. KOLEJKA |       |                              |                                         |                              |        |
| 05.01.2020 | 19:00 | SK Zadruga Aich/Dob          | 1:3 (23:25, 23:25, 26:24, 22:25)        | Union Raiffeisen Waldviertel | 350    |
| 06.01.2020 | 19:00 | UVC Holding Graz             | 3:1 (23:25, 25:18, 25:13, 25:14)        | UVC Weberzeile Ried/Innkreis | 450    |
| 6. KOLEJKA |       |                              |                                         |                              |        |
| 01.02.2020 | 19:00 | Union Raiffeisen Waldviertel | 0:3 (18:25, 17:25, 21:25)               | UVC Holding Graz             | 396    |
| 05.02.2020 | 20:00 | UVC Weberzeile Ried/Innkreis | 0:3 (13:25, 19:25, 16:25)               | SK Zadruga Aich/Dob          | 200    |

#### Tabela
| Lp. | Drużyna                      | Pkt | Mecze | Mecze | Mecze | Rodzaj wyniku | Rodzaj wyniku | Rodzaj wyniku | Rodzaj wyniku | Rodzaj wyniku | Rodzaj wyniku | Sety | Sety | Sety  | Małe punkty | Małe punkty | Małe punkty |
| Lp. | Drużyna                      | Pkt | M     | W     | P     | 3:0           | 3:1           | 3:2           | 2:3           | 1:3           | 0:3           | wyg. | prz. | stos. | zdob.       | str.        | stos.       |
| --- | ---------------------------- | --- | ----- | ----- | ----- | ------------- | ------------- | ------------- | ------------- | ------------- | ------------- | ---- | ---- | ----- | ----------- | ----------- | ----------- |
| 1   | SK Zadruga Aich/Dob          | 16  | 6     | 5     | 1     | 3             | 0             | 2             | 0             | 1             | 0             | 16   | 7    | 2.29  | 539         | 475         | 1.13        |
| 2   | UVC Holding Graz             | 14  | 6     | 4     | 2     | 2             | 2             | 0             | 1             | 0             | 1             | 14   | 8    | 1.75  | 527         | 472         | 1.12        |
| 3   | Union Raiffeisen Waldviertel | 12  | 6     | 3     | 3     | 1             | 2             | 0             | 1             | 1             | 1             | 12   | 11   | 1.09  | 533         | 527         | 1.01        |
| 4   | UVC Weberzeile Ried/Innkreis | 0   | 6     | 0     | 6     | 0             | 0             | 0             | 0             | 2             | 4             | 2    | 18   | 0.11  | 377         | 502         | 0.75        |

Źródło: ÖVV (niem.) / ÖVV – Data Project (niem.)
Punktacja: 3:0 i 3:1 – 3 pkt; 3:2 – 2 pkt; 2:3 – 1 pkt; 1:3 i 0:3 – 0 pkt
Zasady ustalania kolejności: 1. liczba punktów; 2. liczba zwycięstw; 3. stosunek setów; 4. stosunek małych punktów; 5. bilans w bezpośrednich meczach
| Uwagi: - SK Zadruga Aich/Dob jako zwycięzca fazy zasadniczej drugą rundę rozpoczynał z dorobkiem 3 punktów; Union Raiffeisen Waldviertel jako drużyna, która zajęła 2. miejsce w fazie zasadniczej – z dorobkiem 2 punktów; UVC Holding Graz jako drużyna, która zajęła 3. miejsce w fazie zasadniczej – z dorobkiem 2 punktów; UVC Weberzeile Ried/Innkreis jako drużyna, która zajęła 4. miejsce w fazie zasadniczej – z dorobkiem 0 punktów. |

     faza play-off

### Grupa 5-8

#### Tabela wyników
| Gospodarz \ Gość1                | KLG | AMS | WEI | SOK |
| -------------------------------- | --- | --- | --- | --- |
| VBK Wörther-See-Löwen Klagenfurt | -   | 1:3 | 3:0 | 3:0 |
| VCA Amstetten Niederösterreich   | 3:1 | -   | 3:1 | 3:0 |
| VBC TLC Weiz                     | 3:0 | 0:3 | -   | 3:0 |
| TJ Sokol Wien V                  | 0:3 | 0:3 | 0:3 | -   |

Źródło: ÖVV (niem.) / ÖVV – Data Project (niem.)
1 Drużyna gospodarzy jest wymieniona po lewej stronie tabeli.
Kolory:
  zwycięstwo gospodarzy 3:0 lub 3:1
  zwycięstwo gospodarzy 3:2
  zwycięstwo gości 3:0 lub 3:1
  zwycięstwo gości 3:2

#### Terminarz i wyniki spotkań
| Data       | Godz. | Gospodarz                        | Rezultat                         | Gość                             | Widzów |
| ---------- | ----- | -------------------------------- | -------------------------------- | -------------------------------- | ------ |
| 1. KOLEJKA |       |                                  |                                  |                                  |        |
| 05.02.2020 | 19:00 | VCA Amstetten Niederösterreich   | 3:0 (25:12, 26:24, 25:22)        | TJ Sokol Wien V                  | 63     |
| 02.02.2020 | 17:00 | VBK Wörther-See-Löwen Klagenfurt | 3:0 (25:22, 26:24, 25:22)        | VBC TLC Weiz                     | 52     |
| 2. KOLEJKA |       |                                  |                                  |                                  |        |
| 01.02.2020 | 16:00 | TJ Sokol Wien V                  | 0:3 (18:25, 19:25, 24:26)        | VBC TLC Weiz                     | 40     |
| 17.01.2020 | 18:30 | VCA Amstetten Niederösterreich   | 3:1 (25:22, 23:25, 25:22, 25:22) | VBK Wörther-See-Löwen Klagenfurt | 45     |
| 3. KOLEJKA |       |                                  |                                  |                                  |        |
| 18.01.2020 | 14:30 | VBK Wörther-See-Löwen Klagenfurt | 3:0 (25:18, 25:20, 25:23)        | TJ Sokol Wien V                  | 74     |
| 18.01.2020 | 19:30 | VBC TLC Weiz                     | 0:3 (19:25, 23:25, 21:25)        | VCA Amstetten Niederösterreich   | 76     |
| 4. KOLEJKA |       |                                  |                                  |                                  |        |
| 25.01.2020 | 17:00 | TJ Sokol Wien V                  | 0:3 (22:25, 21:25, 23:25)        | VCA Amstetten Niederösterreich   | 131    |
| 25.01.2020 | 17:00 | VBC TLC Weiz                     | 3:0 (25:15, 25:20, 25:20)        | VBK Wörther-See-Löwen Klagenfurt | 35     |
| 5. KOLEJKA |       |                                  |                                  |                                  |        |
| 26.01.2020 | 17:00 | VBC TLC Weiz                     | 3:0 (25:10, 25:17, 25:16)        | TJ Sokol Wien V                  | 205    |
| 01.02.2020 | 16:30 | VBK Wörther-See-Löwen Klagenfurt | 1:3 (25:20, 15:25, 20:25, 21:25) | VCA Amstetten Niederösterreich   | 20     |
| 6. KOLEJKA |       |                                  |                                  |                                  |        |
| 08.02.2020 | 17:00 | TJ Sokol Wien V                  | 0:3 (20:25, 18:25, 19:25)        | VBK Wörther-See-Löwen Klagenfurt | 82     |
| 08.02.2020 | 18:30 | VCA Amstetten Niederösterreich   | 3:1 (25:18, 25:20, 24:26, 25:19) | VBC TLC Weiz                     | 64     |

#### Tabela
| Lp. | Drużyna                          | Pkt | Mecze | Mecze | Mecze | Rodzaj wyniku | Rodzaj wyniku | Rodzaj wyniku | Rodzaj wyniku | Rodzaj wyniku | Rodzaj wyniku | Sety | Sety | Sety  | Małe punkty | Małe punkty | Małe punkty |
| Lp. | Drużyna                          | Pkt | M     | W     | P     | 3:0           | 3:1           | 3:2           | 2:3           | 1:3           | 0:3           | wyg. | prz. | stos. | zdob.       | str.        | stos.       |
| --- | -------------------------------- | --- | ----- | ----- | ----- | ------------- | ------------- | ------------- | ------------- | ------------- | ------------- | ---- | ---- | ----- | ----------- | ----------- | ----------- |
| 1   | VCA Amstetten Niederösterreich   | 20  | 6     | 6     | 0     | 3             | 3             | 0             | 0             | 0             | 0             | 18   | 3    | 6     | 518         | 442         | 1.17        |
| 2   | VBK Wörther-See-Löwen Klagenfurt | 12  | 6     | 3     | 3     | 3             | 0             | 0             | 0             | 2             | 1             | 11   | 9    | 1.22  | 453         | 454         | 1           |
| 3   | VBC TLC Weiz                     | 10  | 6     | 3     | 3     | 3             | 0             | 0             | 0             | 1             | 2             | 10   | 9    | 1.11  | 440         | 409         | 1.08        |
| 4   | TJ Sokol Wien V                  | 0   | 6     | 0     | 6     | 0             | 0             | 0             | 0             | 0             | 6             | 0    | 18   | 0     | 346         | 452         | 0.77        |

Źródło: ÖVV (niem.) / ÖVV – Data Project (niem.)
Punktacja: 3:0 i 3:1 – 3 pkt; 3:2 – 2 pkt; 2:3 – 1 pkt; 1:3 i 0:3 – 0 pkt
Zasady ustalania kolejności: 1. liczba punktów; 2. liczba zwycięstw; 3. stosunek setów; 4. stosunek małych punktów; 5. bilans w bezpośrednich meczach
| Uwagi: - VBK Wörther-See-Löwen Klagenfurt jako drużyna, która zajęła 5. miejsce w fazie zasadniczej drugą rundę rozpoczynał z dorobkiem 3 punktów; VCA Amstetten Niederösterreich jako drużyna, która zajęła 6. miejsce w fazie zasadniczej – z dorobkiem 2 punktów; VBC TLC Weiz jako drużyna, która zajęła 7. miejsce w fazie zasadniczej – z dorobkiem 2 punktów; TJ Sokol Wien V jako drużyna, która zajęła 8. miejsce w fazie zasadniczej – z dorobkiem 0 punktów. |

     faza play-off

## Faza play-off

### Drabinka
|  |              |                                  |              |                              |   |   |           |                     |           |           |           |           |           |                   |                   |                   |                   |                   |                   |                   |                   |                   |       |       |
|  | Ćwierćfinały | Ćwierćfinały                     | Ćwierćfinały | Ćwierćfinały                 |   |   | Półfinały | Półfinały           | Półfinały | Półfinały | Półfinały | Półfinały | Półfinały |                   |                   | Finał             | Finał             | Finał             | Finał             | Finał             | Finał             | Finał             | Finał | Finał |
|  | Ćwierćfinały | Ćwierćfinały                     | Ćwierćfinały | Ćwierćfinały                 |   |   | Półfinały | Półfinały           | Półfinały | Półfinały | Półfinały | Półfinały | Półfinały |                   |                   | Finał             | Finał             | Finał             | Finał             | Finał             | Finał             | Finał             | Finał | Finał |
|  |              |                                  |              |                              |   |   |           |                     |           |           |           |           |           |                   |                   |                   |                   |                   |                   |                   |                   |                   |       |       |
|  |              |                                  |              |                              |   |   |           |                     |           |           |           |           |           |                   |                   |                   |                   |                   |                   |                   |                   |                   |       |       |
|  | 1            | SK Zadruga Aich/Dob              | 3            | 3                            |   |   |           |                     |           |           |           |           |           |                   |                   |                   |                   |                   |                   |                   |                   |                   |       |       |
|  | 1            | SK Zadruga Aich/Dob              | 3            | 3                            |   |   |           |                     |           |           |           |           |           |                   |                   |                   |                   |                   |                   |                   |                   |                   |       |       |
|  | 8            | TJ Sokol Wien V                  | 0            | 0                            |   |   |           |                     |           |           |           |           |           |                   |                   |                   |                   |                   |                   |                   |                   |                   |       |       |
|  | 8            | TJ Sokol Wien V                  | 0            | 0                            |   |   | 1         | SK Zadruga Aich/Dob | –         | –         | –         | –         | –         |                   |                   |                   |                   |                   |                   |                   |                   |                   |       |       |
|  |              |                                  |              |                              |   |   | 1         | SK Zadruga Aich/Dob | –         | –         | –         | –         | –         |                   |                   |                   |                   |                   |                   |                   |                   |                   |       |       |
|  |              |                                  | 4            | UVC Weberzeile Ried/Innkreis | – | – | –         | –                   | –         |           |           |           |           |                   |                   |                   |                   |                   |                   |                   |                   |                   |       |       |
|  | 4            | UVC Weberzeile Ried/Innkreis     | 4            | UVC Weberzeile Ried/Innkreis | – | – | –         | –                   | –         | 3         | 3         |           |           |                   |                   |                   |                   |                   |                   |                   |                   |                   |       |       |
|  | 4            | UVC Weberzeile Ried/Innkreis     |              |                              |   |   |           |                     |           |           |           |           |           |                   |                   |                   |                   |                   |                   |                   |                   |                   |       |       |
|  | 5            | VCA Amstetten Niederösterreich   | 0            | 0                            |   |   |           |                     |           |           |           |           |           |                   |                   |                   |                   |                   |                   |                   |                   |                   |       |       |
|  | 5            | VCA Amstetten Niederösterreich   | 0            | 0                            |   |   | —         | —                   | –         | –         | –         | –         | –         | –                 | –                 |                   |                   |                   |                   |                   |                   |                   |       |       |
|  |              |                                  |              |                              |   |   |           |                     |           |           |           |           |           | –                 | –                 |                   |                   |                   |                   |                   |                   |                   |       |       |
|  |              |                                  | —            | —                            | – | – | –         | –                   | –         | –         | –         |           |           |                   |                   |                   |                   |                   |                   |                   |                   |                   |       |       |
|  | 2            | UVC Holding Graz                 | —            | —                            | – | – | –         | –                   | –         | –         | –         | 3         | 3         |                   |                   |                   |                   |                   |                   |                   |                   |                   |       |       |
|  | 2            | UVC Holding Graz                 |              |                              |   |   |           |                     |           |           |           | 3         | 3         |                   |                   |                   |                   |                   |                   |                   |                   |                   |       |       |
|  | 7            | VBC TLC Weiz                     | 0            | 0                            |   |   |           |                     |           |           |           |           |           |                   |                   |                   |                   |                   |                   |                   |                   |                   |       |       |
|  | 7            | VBC TLC Weiz                     | 0            | 0                            |   |   | 2         | UVC Holding Graz    | –         | –         | –         | –         | –         | Mecz o 3. miejsce | Mecz o 3. miejsce | Mecz o 3. miejsce | Mecz o 3. miejsce | Mecz o 3. miejsce | Mecz o 3. miejsce | Mecz o 3. miejsce | Mecz o 3. miejsce | Mecz o 3. miejsce |       |       |
|  |              |                                  |              |                              |   |   | 2         | UVC Holding Graz    | –         | –         | –         | –         | –         | Mecz o 3. miejsce | Mecz o 3. miejsce | Mecz o 3. miejsce | Mecz o 3. miejsce | Mecz o 3. miejsce | Mecz o 3. miejsce | Mecz o 3. miejsce | Mecz o 3. miejsce | Mecz o 3. miejsce |       |       |
|  |              |                                  | 3            | Union Raiffeisen Waldviertel | – | – | –         | –                   | –         |           |           |           |           |                   |                   |                   |                   |                   |                   |                   |                   |                   |       |       |
|  | 3            | Union Raiffeisen Waldviertel     | 3            | Union Raiffeisen Waldviertel | – | – | –         | –                   | –         | 3         | 3         |           |           |                   |                   |                   |                   |                   |                   |                   |                   |                   |       |       |
|  | 3            | Union Raiffeisen Waldviertel     |              |                              |   |   |           |                     |           |           |           | —         | —         | —                 | —                 | —                 | —                 | –                 | –                 | –                 |                   |                   |       |       |
|  | 6            | VBK Wörther-See-Löwen Klagenfurt | 0            | 0                            |   |   |           |                     |           |           |           | —         | —         | —                 | —                 | —                 | —                 | –                 | –                 | –                 |                   |                   |       |       |
|  | 6            | VBK Wörther-See-Löwen Klagenfurt | 0            | 0                            |   |   | —         | —                   | —         | —         | —         | —         | –         | –                 | –                 |                   |                   |                   |                   |                   |                   |                   |       |       |
|  |              |                                  |              |                              |   |   | —         | —                   | —         | —         | —         | —         | –         | –                 | –                 |                   |                   |                   |                   |                   |                   |                   |       |       |

|  |                     |                                  |                     |   |   |                    |                    |                    |
|  | Mecze o miejsca 5-8 | Mecze o miejsca 5-8              | Mecze o miejsca 5-8 |   |   | Mecze o 5. miejsce | Mecze o 5. miejsce | Mecze o 5. miejsce |
|  | Mecze o miejsca 5-8 | Mecze o miejsca 5-8              | Mecze o miejsca 5-8 |   |   | Mecze o 5. miejsce | Mecze o 5. miejsce | Mecze o 5. miejsce |
|  |                     |                                  |                     |   |   |                    |                    |                    |
|  |                     |                                  |                     |   |   |                    |                    |                    |
|  | 5                   | VCA Amstetten Niederösterreich   | –                   |   |   |                    |                    |                    |
|  | 5                   | VCA Amstetten Niederösterreich   | –                   |   |   |                    |                    |                    |
|  | 8                   | TJ Sokol Wien V                  | –                   |   |   |                    |                    |                    |
|  | 8                   | TJ Sokol Wien V                  | –                   |   |   | —                  | —                  | –                  |
|  |                     |                                  |                     |   |   | —                  | —                  | –                  |
|  |                     |                                  | —                   | — | – |                    |                    |                    |
|  | 6                   | VBK Wörther-See-Löwen Klagenfurt | —                   | — | – | –                  |                    |                    |
|  | 6                   | VBK Wörther-See-Löwen Klagenfurt |                     |   |   |                    |                    |                    |
|  | 7                   | VBC TLC Weiz                     | –                   |   |   |                    |                    |                    |
|  | 7                   | VBC TLC Weiz                     | –                   |   |   |                    |                    |                    |
|  |                     |                                  |                     |   |   |                    |                    |                    |

### I runda

#### Ćwierćfinały
(do dwóch zwycięstw)
| Data                             | Godz.                            | Gospodarz                        | Rezultat                  | Gość                                 | Widzów                               |
| -------------------------------- | -------------------------------- | -------------------------------- | ------------------------- | ------------------------------------ | ------------------------------------ |
| SK Zadruga Aich/Dob (1)          | SK Zadruga Aich/Dob (1)          | SK Zadruga Aich/Dob (1)          | 2 – 0                     | (8) TJ Sokol Wien V                  | (8) TJ Sokol Wien V                  |
| 23.02.2020                       | 13:30                            | TJ Sokol Wien V                  | 0:3 (15:25, 16:25, 6:25)  | SK Zadruga Aich/Dob                  | 45                                   |
| 26.02.2020                       | 19:00                            | SK Zadruga Aich/Dob              | 3:0 (25:10, 25:22, 25:13) | TJ Sokol Wien V                      | 86                                   |
| UVC Weberzeile Ried/Innkreis (4) | UVC Weberzeile Ried/Innkreis (4) | UVC Weberzeile Ried/Innkreis (4) | 2 – 0                     | (5) VCA Amstetten Niederösterreich   | (5) VCA Amstetten Niederösterreich   |
| 21.02.2020                       | 19:00                            | VCA Amstetten Niederösterreich   | 0:3 (18:25, 15:25, 23:25) | UVC Weberzeile Ried/Innkreis         | 78                                   |
| 26.02.2020                       | 19:00                            | UVC Weberzeile Ried/Innkreis     | 3:0 (25:23, 25:19, 25:21) | VCA Amstetten Niederösterreich       | 350                                  |
| UVC Holding Graz (2)             | UVC Holding Graz (2)             | UVC Holding Graz (2)             | 2 – 0                     | (7) VBC TLC Weiz                     | (7) VBC TLC Weiz                     |
| 19.02.2020                       | 19:00                            | VBC TLC Weiz                     | 0:3 (20:25, 21:25, 19:25) | UVC Holding Graz                     | 73                                   |
| 22.02.2020                       | 19:00                            | UVC Holding Graz                 | 3:0 (25:17, 25:20, 25:10) | VBC TLC Weiz                         | 137                                  |
| Union Raiffeisen Waldviertel (3) | Union Raiffeisen Waldviertel (3) | Union Raiffeisen Waldviertel (3) | 2 – 0                     | (6) VBK Wörther-See-Löwen Klagenfurt | (6) VBK Wörther-See-Löwen Klagenfurt |
| 19.02.2020                       | 20:00                            | VBK Wörther-See-Löwen Klagenfurt | 0:3 (19:25, 14:25, 18:25) | Union Raiffeisen Waldviertel         | 43                                   |
| 26.02.2020                       | 20:00                            | Union Raiffeisen Waldviertel     | 3:0 (25:21, 25:13, 30:28) | VBK Wörther-See-Löwen Klagenfurt     | 205                                  |

### II runda

#### Półfinały
(do trzech zwycięstw)
Ze względu na odwołanie rozgrywek w dniu 13 marca 2020 roku w związku z szerzeniem się zakażeń wirusem SARS-CoV-2 półfinały nie odbyły się.
| Data                    | Godz.                   | Gospodarz               | Rezultat        | Gość                             | Widzów                           |
| ----------------------- | ----------------------- | ----------------------- | --------------- | -------------------------------- | -------------------------------- |
| SK Zadruga Aich/Dob (1) | SK Zadruga Aich/Dob (1) | SK Zadruga Aich/Dob (1) | mecze anulowane | (4) UVC Weberzeile Ried/Innkreis | (4) UVC Weberzeile Ried/Innkreis |
| UVC Holding Graz (2)    | UVC Holding Graz (2)    | UVC Holding Graz (2)    | mecze anulowane | (3) Union Raiffeisen Waldviertel | (3) Union Raiffeisen Waldviertel |

#### Mecze o miejsca 5-8
(do dwóch zwycięstw)
Ze względu na odwołanie rozgrywek w dniu 13 marca 2020 roku w związku z szerzeniem się zakażeń wirusem SARS-CoV-2 mecze o miejsca 5-8 nie odbyły się.
| Data                                 | Godz.                                | Gospodarz                            | Rezultat        | Gość                | Widzów              |
| ------------------------------------ | ------------------------------------ | ------------------------------------ | --------------- | ------------------- | ------------------- |
| VCA Amstetten Niederösterreich (5)   | VCA Amstetten Niederösterreich (5)   | VCA Amstetten Niederösterreich (5)   | mecze anulowane | (8) TJ Sokol Wien V | (8) TJ Sokol Wien V |
| VBK Wörther-See-Löwen Klagenfurt (6) | VBK Wörther-See-Löwen Klagenfurt (6) | VBK Wörther-See-Löwen Klagenfurt (6) | mecze anulowane | (7) VBC TLC Weiz    | (7) VBC TLC Weiz    |

### III runda

#### Finały
(do czterech zwycięstw)
Ze względu na odwołanie rozgrywek w dniu 13 marca 2020 roku w związku z szerzeniem się zakażeń wirusem SARS-CoV-2 finały nie odbyły się.

#### Mecze o 3. miejsce
(do dwóch zwycięstw)
Ze względu na odwołanie rozgrywek w dniu 13 marca 2020 roku w związku z szerzeniem się zakażeń wirusem SARS-CoV-2 mecze o 3. miejsce nie odbyły się.

#### Mecze o 5. miejsce
(do dwóch zwycięstw)
Ze względu na odwołanie rozgrywek w dniu 13 marca 2020 roku w związku z szerzeniem się zakażeń wirusem SARS-CoV-2 mecze o 5. miejsce nie odbyły się.

## Klasyfikacja końcowa
Austriacki Związek Piłki Siatkowej zdecydował, że nie zostanie przyznany tytuł mistrza Austrii. Klasyfikacja końcowa została ustalona na podstawie wyników drugiej rundy rozgrywek.
| Pozycja | Drużyna                          |
| ------- | -------------------------------- |
| 1.      | SK Zadruga Aich/Dob              |
| 2.      | UVC Holding Graz                 |
| 3.      | Union Raiffeisen Waldviertel     |
| 4.      | UVC Weberzeile Ried/Innkreis     |
| 5.      | VCA Amstetten Niederösterreich   |
| 6.      | VBK Wörther-See-Löwen Klagenfurt |
| 7.      | VBC TLC Weiz                     |
| 8.      | TJ Sokol Wien V                  |

     Liga Mistrzów 2020/2021 – kwalifikacje
     Puchar CEV 2020/2021
     Puchar Challenge 2020/2021

## Statystyki

### Sety, małe punkty i liczba widzów
| Kolejka/Faza                                  | Mecze                                         | Sety (średnio na mecz)                        | Sety (średnio na mecz)                        | Małe punkty (średnio na set)                  | Małe punkty (średnio na set)                  | Liczba widzów (średnio na mecz)               | Liczba widzów (średnio na mecz)               | Kolejka/Faza                          | Mecze                                 | Sety (średnio na mecz)                | Sety (średnio na mecz)                | Małe punkty (średnio na set)          | Małe punkty (średnio na set)          | Liczba widzów (średnio na mecz)       | Liczba widzów (średnio na mecz)       |
| --------------------------------------------- | --------------------------------------------- | --------------------------------------------- | --------------------------------------------- | --------------------------------------------- | --------------------------------------------- | --------------------------------------------- | --------------------------------------------- | ------------------------------------- | ------------------------------------- | ------------------------------------- | ------------------------------------- | ------------------------------------- | ------------------------------------- | ------------------------------------- | ------------------------------------- |
| Faza zasadnicza                               |                                               |                                               |                                               |                                               |                                               |                                               |                                               |                                       |                                       |                                       |                                       |                                       |                                       |                                       |                                       |
| 1                                             | 4                                             | 17                                            | 4,25                                          | 784                                           | 46,12                                         | 970                                           | 243                                           | 8                                     | 4                                     | 13                                    | 3,25                                  | 581                                   | 44,69                                 | 484                                   | 121                                   |
| 2                                             | 4                                             | 12                                            | 3,00                                          | 526                                           | 43,83                                         | 366                                           | 92                                            | 9                                     | 4                                     | 12                                    | 3,00                                  | 520                                   | 43,33                                 | 787                                   | 197                                   |
| 3                                             | 4                                             | 14                                            | 3,50                                          | 615                                           | 43,93                                         | 1028                                          | 257                                           | 10                                    | 4                                     | 15                                    | 3,75                                  | 647                                   | 43,13                                 | 436                                   | 109                                   |
| 4                                             | 4                                             | 14                                            | 3,50                                          | 595                                           | 42,50                                         | 522                                           | 131                                           | 11                                    | 4                                     | 14                                    | 3,50                                  | 606                                   | 43,29                                 | 761                                   | 190                                   |
| 5                                             | 4                                             | 14                                            | 3,50                                          | 638                                           | 45,57                                         | 611                                           | 153                                           | 12                                    | 4                                     | 15                                    | 3,75                                  | 664                                   | 44,27                                 | 498                                   | 125                                   |
| 6                                             | 4                                             | 14                                            | 3,50                                          | 626                                           | 44,71                                         | 647                                           | 162                                           | 13                                    | 4                                     | 12                                    | 3,00                                  | 552                                   | 46,00                                 | 1030                                  | 258                                   |
| 7                                             | 4                                             | 16                                            | 4,00                                          | 684                                           | 42,75                                         | 617                                           | 154                                           | 14                                    | 4                                     | 16                                    | 4,00                                  | 678                                   | 42,38                                 | 423                                   | 106                                   |
| Podsumowanie rundy pierwszej (po 7 kolejkach) | Podsumowanie rundy pierwszej (po 7 kolejkach) | Podsumowanie rundy pierwszej (po 7 kolejkach) | Podsumowanie rundy pierwszej (po 7 kolejkach) | Podsumowanie rundy pierwszej (po 7 kolejkach) | Podsumowanie rundy pierwszej (po 7 kolejkach) | Podsumowanie rundy pierwszej (po 7 kolejkach) | Podsumowanie rundy pierwszej (po 7 kolejkach) | Podsumowanie rundy rewanżowej         | Podsumowanie rundy rewanżowej         | Podsumowanie rundy rewanżowej         | Podsumowanie rundy rewanżowej         | Podsumowanie rundy rewanżowej         | Podsumowanie rundy rewanżowej         | Podsumowanie rundy rewanżowej         | Podsumowanie rundy rewanżowej         |
| 1-7                                           | 28                                            | 101                                           | 3,61                                          | 4468                                          | 44,24                                         | 4761                                          | 170                                           | 8-14                                  | 28                                    | 97                                    | 3,46                                  | 4248                                  | 43,79                                 | 4419                                  | 158                                   |
| Druga faza – grupa 1-4                        | Druga faza – grupa 1-4                        | Druga faza – grupa 1-4                        | Druga faza – grupa 1-4                        | Druga faza – grupa 1-4                        | Druga faza – grupa 1-4                        | Druga faza – grupa 1-4                        | Druga faza – grupa 1-4                        | Druga faza – grupa 5-8                | Druga faza – grupa 5-8                | Druga faza – grupa 5-8                | Druga faza – grupa 5-8                | Druga faza – grupa 5-8                | Druga faza – grupa 5-8                | Druga faza – grupa 5-8                | Druga faza – grupa 5-8                |
| 1                                             | 2                                             | 8                                             | 4,00                                          | 360                                           | 45,00                                         | 494                                           | 247                                           | 1                                     | 2                                     | 6                                     | 3,00                                  | 278                                   | 46,33                                 | 115                                   | 58                                    |
| 2                                             | 2                                             | 8                                             | 4,00                                          | 329                                           | 41,13                                         | 556                                           | 278                                           | 2                                     | 2                                     | 7                                     | 3,50                                  | 326                                   | 46,57                                 | 85                                    | 43                                    |
| 3                                             | 2                                             | 7                                             | 3,50                                          | 325                                           | 46,43                                         | 357                                           | 179                                           | 3                                     | 2                                     | 6                                     | 3,00                                  | 274                                   | 45,67                                 | 150                                   | 75                                    |
| 4                                             | 2                                             | 7                                             | 3,50                                          | 347                                           | 49,57                                         | 602                                           | 301                                           | 4                                     | 2                                     | 6                                     | 3,00                                  | 271                                   | 45,17                                 | 166                                   | 83                                    |
| 5                                             | 2                                             | 8                                             | 4,00                                          | 361                                           | 45,13                                         | 800                                           | 400                                           | 5                                     | 2                                     | 7                                     | 3,50                                  | 294                                   | 42,00                                 | 225                                   | 113                                   |
| 6                                             | 2                                             | 6                                             | 3,00                                          | 254                                           | 42,33                                         | 596                                           | 298                                           | 6                                     | 2                                     | 7                                     | 3,50                                  | 314                                   | 44,86                                 | 146                                   | 73                                    |
| Podsumowanie drugiej fazy (grupa 1-4)         | Podsumowanie drugiej fazy (grupa 1-4)         | Podsumowanie drugiej fazy (grupa 1-4)         | Podsumowanie drugiej fazy (grupa 1-4)         | Podsumowanie drugiej fazy (grupa 1-4)         | Podsumowanie drugiej fazy (grupa 1-4)         | Podsumowanie drugiej fazy (grupa 1-4)         | Podsumowanie drugiej fazy (grupa 1-4)         | Podsumowanie drugiej fazy (grupa 5-9) | Podsumowanie drugiej fazy (grupa 5-9) | Podsumowanie drugiej fazy (grupa 5-9) | Podsumowanie drugiej fazy (grupa 5-9) | Podsumowanie drugiej fazy (grupa 5-9) | Podsumowanie drugiej fazy (grupa 5-9) | Podsumowanie drugiej fazy (grupa 5-9) | Podsumowanie drugiej fazy (grupa 5-9) |
| 1-6                                           | 12                                            | 44                                            | 3,67                                          | 1976                                          | 44,91                                         | 3405                                          | 284                                           | 1-6                                   | 12                                    | 39                                    | 3,25                                  | 1757                                  | 45,05                                 | 887                                   | 74                                    |
| Faza play-off                                 |                                               |                                               |                                               |                                               |                                               |                                               |                                               |                                       |                                       |                                       |                                       |                                       |                                       |                                       |                                       |
| Ćwierćfinały                                  | 8                                             | 24                                            | 3,00                                          | 1026                                          | 42,75                                         | 1017                                          | 127                                           | O 3. miejsce                          | —                                     | —                                     | —                                     | —                                     | —                                     | —                                     | —                                     |
| Półfinały                                     | —                                             | —                                             | —                                             | —                                             | —                                             | —                                             | —                                             | Finały                                | —                                     | —                                     | —                                     | —                                     | —                                     | —                                     | —                                     |
| Podsumowanie sezonu                           |                                               |                                               |                                               |                                               |                                               |                                               |                                               |                                       |                                       |                                       |                                       |                                       |                                       |                                       |                                       |
| Faza zasadnicza                               | Faza zasadnicza                               | Faza zasadnicza                               | Faza zasadnicza                               | Faza zasadnicza                               | Faza zasadnicza                               | Faza zasadnicza                               | Faza zasadnicza                               | Faza zasadnicza                       | 56                                    | 198                                   | 3,54                                  | 8716                                  | 44,02                                 | 9180                                  | 164                                   |
| Druga faza                                    | Druga faza                                    | Druga faza                                    | Druga faza                                    | Druga faza                                    | Druga faza                                    | Druga faza                                    | Druga faza                                    | Druga faza                            | 24                                    | 83                                    | 3,46                                  | 3733                                  | 44,98                                 | 4292                                  | 179                                   |
| Faza play-off                                 | Faza play-off                                 | Faza play-off                                 | Faza play-off                                 | Faza play-off                                 | Faza play-off                                 | Faza play-off                                 | Faza play-off                                 | Faza play-off                         | 8                                     | 24                                    | 3,00                                  | 1026                                  | 42,75                                 | 1017                                  | 127                                   |
| Razem                                         | Razem                                         | Razem                                         | Razem                                         | Razem                                         | Razem                                         | Razem                                         | Razem                                         | Razem                                 | 88                                    | 305                                   | 3,47                                  | 13 475                                | 44,18                                 | 14 489                                | 165                                   |

### Liczba widzów według klubów
| Klub                             | Mecze | Liczba widzów | Najwięcej widzów | Najmniej widzów | Średnia liczba widzów |
| -------------------------------- | ----- | ------------- | ---------------- | --------------- | --------------------- |
| SK Zadruga Aich/Dob              | 11    | 2604          | 410              | 86              | 237                   |
| TJ Sokol Wien V                  | 11    | 1128          | 240              | 40              | 103                   |
| Union Raiffeisen Waldviertel     | 11    | 3720          | 613              | 189             | 338                   |
| UVC Holding Graz                 | 11    | 2484          | 450              | 121             | 226                   |
| UVC Weberzeile Ried/Innkreis     | 11    | 2422          | 350              | 150             | 220                   |
| VBC TLC Weiz                     | 11    | 836           | 205              | 35              | 76                    |
| VBK Wörther-See-Löwen Klagenfurt | 11    | 589           | 84               | 20              | 54                    |
| VCA Amstetten Niederösterreich   | 11    | 706           | 100              | 45              | 64                    |

## Transfery
| SK Zadruga Aich/Dob | SK Zadruga Aich/Dob | SK Zadruga Aich/Dob |
| Przychodzą | Odchodzą |                     |
| --- | --- | ------------------- |
| - Victor Hugo Miranda de Alcântara (Corinthians/Guarulhos) - Noel Krassnig (VBK Wörther-See-Löwen Klagenfurt) - Tijmen Laane (AOP Kifisias) - Peter Mlynarčík (VK Prievidza) - Filip Palgut (Helios Grizzlys Giesen) | - Federico Franetovich (Club Obras Sanitarias) - Markkus Keel (Lindemans Aalst) - Matej Kök (ACH Volley Lublana) - Mark Kremer (UVC Holding Graz) - Matej Mihajlović (VK Lvi Praha) |                     |
| W trakcie sezonu | |                     |
| - Alen Djordjevič-Kamenik (bez klubu) - Kirył Krasnieuski (Tiumeń) | - Iwan Kolew (Chaumont VB 52 Haute-Marne) - Tijmen Laane (Palembang Bank Sumsel Babel) - Peter Mlynarčík (VK ČEZ Karlovarsko) - Kacper Stelmach (Lechia Tomaszów Mazowiecki)        |                     |

| Union Raiffeisen Waldviertel | Union Raiffeisen Waldviertel                                                                                                | Union Raiffeisen Waldviertel |
| Przychodzą | Odchodzą |                              |
| --- | --- | ---------------------------- |
| - Arthur Darmois (VCA Amstetten Niederösterreich) - Niels de Vries (Abiant Lycurgus Groningen) - Maciej Borris (Tauron AZS Częstochowa) | - Ernest Plizga (Biogas Volley Näfels) - Leo Schober (VCA Amstetten Niederösterreich) - Andrew Clayton (IBB Polonia London) |                              |
| W trakcie sezonu | |                              |
| - Stefan Mayerhofer (Sportunion St. Pölten)                                                                                             | - Dawid Siwczyk (BKS Visła Bydgoszcz)                                                                                       |                              |

| UVC Holding Graz | UVC Holding Graz | UVC Holding Graz |
| Przychodzą | Odchodzą |                  |
| --- | --- | ---------------- |
| - Kemal Imširović (VBC TLC Weiz) - Mark Kremer (SK Posojilnica Aich/Dob) - Lukas Kühl (UVC Ried/Innkreis) - Marcell Mikuláss (Akademie Graz) - Maximilian Schedl (TSV Hartberg) | - Felix Koraimann (przesunięty do drugiego zespołu) - Michael Murauer (SSV HIB Liebenau) - Lauris Ochaya (VBC TLC Weiz) - Mathias Seiser (VCU Wiener Neustadt) |                  |

| UVC Weberzeile Ried/Innkreis | UVC Weberzeile Ried/Innkreis | UVC Weberzeile Ried/Innkreis |
| Przychodzą | Odchodzą |                              |
| --- | --- | ---------------------------- |
| - Sokratis Charalambidis (Chemie Volley Mitteldeutschland) - Joachim Hackl (ATSV Lenzing) - Peter Holzner (PSvBG Salzburg) - Michał Szydłowski (Aqua Zdrój Wałbrzych) - Alan Wasilewski (Axis Guibertin) | - Lukas Gutsjahr (bez klubu) - Matthias Hofinger (przesunięty do drugiego zespołu) - Lukas Kühl (UVC Holding Graz) - Tomasz Polczyk (STS Olimpia Sulęcin) - Florian Schnetzer (VBK Wörther-See-Löwen Klagenfurt – II zespół) - Kilian Wachter (ATSV Lenzing) |                              |

| VCA Amstetten Niederösterreich | VCA Amstetten Niederösterreich | VCA Amstetten Niederösterreich |
| Przychodzą | Odchodzą |                                |
| --- | --- | ------------------------------ |
| - Levin Gust (Netzhoppers SolWo Königspark KW) - Philip Ichovski (hotVolleys Wiedeń) - Markos Jaliotos (Panathinaikos AO) - Liam Matheson (Keyano College) - Braydon Nault (Brandon University Bobcats) - Michael Pfeiffer (Sportunion Bisamberg) - Leo Schober (Union Raiffeisen Waldviertel) - Franco Augusto Slomp Drago (Chemie Volley Mitteldeutschland) - Keaton Strom (Habo Wolley) | - Cameron Branch (bez klubu) - Arthur Darmois (Union Raiffeisen Waldviertel) - Maciej Kleinschmidt (MKST Astra Nowa Sól) - Kornel Kowalewski (Chemie Volley Mitteldeutschland) - Michael Ladner (Quincy University) - Stephan Langwieser (UVC Waidhofen/Ybbs – trener) - Nenad Nikolić (Moerser SC) - Fabian Schmiedbauer ( ) |                                |

| VBC TLC Weiz | VBC TLC Weiz | VBC TLC Weiz |
| Przychodzą | Odchodzą |              |
| --- | --- | ------------ |
| - Santiago Álvarez (bez klubu) - Lauris Ochaya (UVC Holding Graz) - Manuel Schlager (VBC TLC Weiz – II zespół) - José Carlos Vinha (SC Caldas) - Dominik Żukowski (SPS Chrobry Głogów) | - Dimityr Dułczew (Nea Salamina Famagusta) - Stefan Haller (VC Hausmannstätten) - Julian Hofbauer ( ) - Kemal Imširović (UVC Holding Graz) - Sebastian Schweighofer (przesunięty do drugiego zespołu) - Marko Junior Stosziḱ (Amiens Métropole VB) |              |

| VBK Wörther-See-Löwen Klagenfurt | VBK Wörther-See-Löwen Klagenfurt                                                                                  | VBK Wörther-See-Löwen Klagenfurt |
| Przychodzą                       | Odchodzą |                                  |
| -------------------------------- | --- | -------------------------------- |
| brak transferów                  | - Adrian Knoflach (Volley Emmen-Nord) - Noel Krassnig (SK Zadruga Aich/Dob) - Markus Schloffer (SSV HIB Liebenau) |                                  |

| TJ Sokol Wien V | TJ Sokol Wien V                                                   | TJ Sokol Wien V |
| Przychodzą | Odchodzą                                                          |                 |
| --- | ----------------------------------------------------------------- | --------------- |
| - Christian Käfer (VT Roadrunners Wien) - Markus Fritsche (bez klubu) - Boris Nikolić (hotVolleys Wiedeń) - Matthias Zwickle (UVC Graz – II zespół) | - Dominik Ducháč (TJ Zikuda Turnov) - Martin Kočka (VK Lvi Praha) |                 |

## Składy drużyn
| SK Zadruga Aich/Dob      | SK Zadruga Aich/Dob                     | SK Zadruga Aich/Dob | SK Zadruga Aich/Dob | SK Zadruga Aich/Dob |
| Nr                       | Imię i nazwisko                         | Data ur.            | Wzrost              | Pozycja             |
| ------------------------ | --------------------------------------- | ------------------- | ------------------- | ------------------- |
| 2                        | Maximilian Landfahrer                   | 18.11.1993          | 193                 | przyjmujący         |
| 3                        | Michal Hruška                           | 13.03.1987          | 199                 | środkowy            |
| 5                        | Manuel Steiner                          | 06.06.1993          | 171                 | libero              |
| 6                        | Filip Palgut                            | 23.09.1991          | 200                 | rozgrywający        |
| 7                        | Victor Hugo Miranda de Alcântara        | 21.03.1998          | 201                 | środkowy            |
| 8                        | Kirył Krasnieuski (od 17.01.2020)       | 31.07.1987          | 195                 | przyjmujący         |
| 10                       | Nejc Pušnik                             | 30.12.1980          | 191                 | przyjmujący         |
| 11                       | Alen Djordjevič-Kamenik (od 17.01.2020) | 05.07.1985          | 195                 | przyjmujący         |
| 12                       | Noel Krassnig                           | 30.09.2002          | 192                 | przyjmujący         |
| 14                       | Jacob Kitzinger                         | 21.08.2003          | 186                 | libero              |
| 15                       | Thomas Tröthann                         | 04.05.1992          | 202                 | atakujący           |
| 17                       | Nicolai Grabmüller                      | 18.04.1996          | 199                 | środkowy            |
| 18                       | Jure Kasnik                             | 08.07.1993          | 192                 | rozgrywający        |
| Odeszli w trakcie sezonu |                                         |                     |                     |                     |
| 1                        | Kacper Stelmach (do 12.01.2020)         | 05.05.1997          | 203                 | atakujący           |
| 8                        | Iwan Kolew (do 12.01.2020)              | 02.01.1987          | 197                 | przyjmujący         |
| 9                        | Peter Mlynarčík (do 15.01.2020)         | 29.11.1991          | 200                 | atakujący           |
| 11                       | Tijmen Laane (do 09.11.2019)            | 02.02.1988          | 206                 | przyjmujący         |
| Trenerzy                 |                                         |                     |                     |                     |
|                          | Matjaž Hafner                           | Trener              | Trener              | Trener              |
|                          | Mihael Kosl                             | Asystent trenera    | Asystent trenera    | Asystent trenera    |

| TJ Sokol Wien V | TJ Sokol Wien V      | TJ Sokol Wien V  | TJ Sokol Wien V  | TJ Sokol Wien V  |
| Nr              | Imię i nazwisko      | Data ur.         | Wzrost           | Pozycja          |
| --------------- | -------------------- | ---------------- | ---------------- | ---------------- |
| 1               | Stefan Florian       | 21.09.2000       | 173              | libero           |
| 2               | Tobias Haindl        | 06.12.1995       | 184              | przyjmujący      |
| 3               | Boris Nikolić        | 02.07.1999       | 195              | przyjmujący      |
| 4               | Lukas Florian        | 19.04.2002       | 182              | rozgrywający     |
| 10              | Tobias Ofner         | 25.12.2000       | 194              | środkowy         |
| 11              | Christian Käfer      | 11.05.1996       | 191              | przyjmujący      |
| 12              | Clemens Ecker        | 25.12.2000       | 191              | atakujący        |
| 13              | Daniel Seidel        | 13.09.1994       | 200              | środkowy         |
| 17              | Nicolas Mléčka       | 17.09.2001       | 179              | libero           |
| 18              | Florian Weikert      | 18.12.1996       | 181              | przyjmujący      |
| 19              | Matthias Zwickle     | 27.02.2001       | 188              | rozgrywający     |
| 20              | Lukas Leutgeb        | 26.08.1991       | 183              | środkowy         |
| 23              | Markus Fritsche      | 18.04.1995       | 189              | rozgrywający     |
| 24              | Fabian Bancsich      | 12.04.2001       | 193              | środkowy         |
| Trenerzy        |                      |                  |                  |                  |
|                 | Aleksandar Jovanović | Trener           | Trener           | Trener           |
|                 | Azadeh Sufi          | Asystent trenera | Asystent trenera | Asystent trenera |

| Union Raiffeisen Waldviertel | Union Raiffeisen Waldviertel      | Union Raiffeisen Waldviertel | Union Raiffeisen Waldviertel | Union Raiffeisen Waldviertel |
| Nr                           | Imię i nazwisko                   | Data ur.                     | Wzrost                       | Pozycja                      |
| ---------------------------- | --------------------------------- | ---------------------------- | ---------------------------- | ---------------------------- |
| 1                            | Leon Binder                       | 21.07.2000                   | 178                          | libero                       |
| 3                            | Arthur Darmois                    | 10.01.1992                   | 199                          | przyjmujący                  |
| 5                            | Lars Bornemann                    | 18.05.1995                   | 190                          | przyjmujący                  |
| 6                            | Pavel Bartoš                      | 20.04.1994                   | 191                          | rozgrywający                 |
| 7                            | Leonhard Tille                    | 17.03.1995                   | 182                          | libero                       |
| 8                            | Nathan Fullerton                  | 20.08.1997                   | 203                          | atakujący                    |
| 9                            | Rudinei Boff                      | 23.10.1986                   | 199                          | przyjmujący                  |
| 10                           | Christopher Hahn                  | 22.10.1999                   | 195                          | rozgrywający                 |
| 11                           | Łukasz Szarek                     | 22.02.1990                   | 200                          | atakujący                    |
| 15                           | Stefan Mayerhofer (od 17.01.2020) | 15.05.1995                   | 193                          | środkowy                     |
| 17                           | Niels de Vries                    | 04.07.1996                   | 207                          | środkowy                     |
| 18                           | Maciej Borris                     | 30.09.1994                   | 202                          | środkowy                     |
| Odeszli w trakcie sezonu     |                                   |                              |                              |                              |
| 13                           | Dawid Siwczyk (do 31.12.2019)     | 13.06.1993                   | 196                          | środkowy                     |
| Trenerzy                     |                                   |                              |                              |                              |
|                              | Zdeněk Šmejkal                    | Trener                       | Trener                       | Trener                       |
|                              | Michał Peciakowski                | Asystent trenera             | Asystent trenera             | Asystent trenera             |

| UVC Holding Graz | UVC Holding Graz    | UVC Holding Graz | UVC Holding Graz | UVC Holding Graz |
| Nr               | Imię i nazwisko     | Data ur.         | Wzrost           | Pozycja          |
| ---------------- | ------------------- | ---------------- | ---------------- | ---------------- |
| 1                | Marcell Mikuláss    | 23.10.2002       | 186              | rozgrywający     |
| 2                | Tiago Pereira       | 15.09.1991       | 191              | przyjmujący      |
| 3                | Kemal Imširović     | 16.09.1995       | 198              | środkowy         |
| 4                | Niklas Steiner      | 10.02.1995       | 182              | libero           |
| 6                | Philipp Stark       | 11.08.2000       | 182              | rozgrywający     |
| 7                | Ulve Steidl         | 01.06.1993       | 196              | środkowy         |
| 9                | Johannes Kratz      | 06.03.1996       | 191              | przyjmujący      |
| 10               | José Jardim         | 01.02.1996       | 183              | rozgrywający     |
| 11               | Liam Ochaya         | 16.03.2001       | 182              | przyjmujący      |
| 12               | David Reiter        | 13.11.1996       | 200              | środkowy         |
| 13               | Lorenz Koraimann    | 07.05.1993       | 200              | atakujący        |
| 16               | Clemens Unterberger | 22.02.1994       | 194              | środkowy         |
| 18               | Maximilian Schedl   | 01.01.2001       | 203              | atakujący        |
| 21               | Mark Kremer         | 27.12.1999       | 190              | przyjmujący      |
| 27               | Lukas Kühl          | 05.11.1999       | 204              | środkowy         |
| Trenerzy         |                     |                  |                  |                  |
|                  | Róbert Koch         | Trener           | Trener           | Trener           |
|                  | Zoltán Mózer        | Asystent trenera | Asystent trenera | Asystent trenera |

| UVC Weberzeile Ried/Innkreis | UVC Weberzeile Ried/Innkreis | UVC Weberzeile Ried/Innkreis | UVC Weberzeile Ried/Innkreis | UVC Weberzeile Ried/Innkreis |
| Nr                           | Imię i nazwisko              | Data ur.                     | Wzrost                       | Pozycja                      |
| ---------------------------- | ---------------------------- | ---------------------------- | ---------------------------- | ---------------------------- |
| 3                            | Michael Fritz                | 16.08.1991                   | 182                          | rozgrywający                 |
| 4                            | Peter Eglseer                | 16.06.1990                   | 196                          | środkowy                     |
| 5                            | Joachim Hackl                | 25.09.1993                   | 184                          | przyjmujący                  |
| 6                            | Sandro Jajtic                | 07.08.1995                   | 195                          | środkowy                     |
| 7                            | Peter Holzner                | 10.04.2001                   | 198                          | atakujący                    |
| 8                            | Michał Szydłowski            | 31.10.1992                   | 178                          | libero                       |
| 9                            | Sokratis Charalambidis       | 15.06.1997                   | 198                          | przyjmujący                  |
| 10                           | Niklas Stooß                 | 10.10.1998                   | 186                          | przyjmujący                  |
| 11                           | Markus Berger                | 04.08.1995                   | 191                          | przyjmujący                  |
| 12                           | Felix Breit                  | 17.11.1994                   | 200                          | środkowy                     |
| 13                           | Tomasz Rutecki               | 18.09.1990                   | 196                          | atakujący                    |
| 19                           | Alan Wasilewski              | 23.07.1991                   | 194                          | środkowy                     |
| 23                           | Fabian Kriener               | 31.12.1995                   | 193                          | rozgrywający                 |
| Trenerzy                     |                              |                              |                              |                              |
|                              | Dominik Kefer                | Trener                       | Trener                       | Trener                       |

| VBC TLC Weiz | VBC TLC Weiz        | VBC TLC Weiz     | VBC TLC Weiz     | VBC TLC Weiz     |
| Nr           | Imię i nazwisko     | Data ur.         | Wzrost           | Pozycja          |
| ------------ | ------------------- | ---------------- | ---------------- | ---------------- |
| 1            | José Carlos Vinha   | 09.12.1994       | 184              | przyjmujący      |
| 4            | Reinhard Hölzel     | 09.09.1980       | 197              | przyjmujący      |
| 5            | Lauris Ochaya       | 09.02.1998       | 182              | libero           |
| 6            | Daniel Brandstetter | 06.09.2000       | 178              | libero           |
| 7            | Jakob Grasserbauer  | 14.05.1992       | 189              | przyjmujący      |
| 8            | Jonas Hierzer       | 29.06.2001       | 188              | rozgrywający     |
| 10           | Santiago Álvarez    | 27.04.1988       | 201              | atakujący        |
| 11           | Vedran Isajlovic    | 05.11.1989       | 197              | rozgrywający     |
| 12           | Douglas Groenendijk | 10.11.1996       | 195              | środkowy         |
| 13           | Lukas Scheucher     | 16.12.1996       | 190              | przyjmujący      |
| 14           | Dominik Żukowski    | 24.08.1999       | 185              | rozgrywający     |
| 16           | Manuel Schlager     | 28.02.1996       | 195              | środkowy         |
| 20           | Alexander Bauer     | 13.06.1999       | 199              | środkowy         |
| Trenerzy     |                     |                  |                  |                  |
|              | Saša Jovanović      | Trener           | Trener           | Trener           |
|              | Gernot Schoberer    | Asystent trenera | Asystent trenera | Asystent trenera |

| VBK Wörther-See-Löwen Klagenfurt | VBK Wörther-See-Löwen Klagenfurt | VBK Wörther-See-Löwen Klagenfurt | VBK Wörther-See-Löwen Klagenfurt | VBK Wörther-See-Löwen Klagenfurt |
| Nr                               | Imię i nazwisko                  | Data ur.                         | Wzrost                           | Pozycja                          |
| -------------------------------- | -------------------------------- | -------------------------------- | -------------------------------- | -------------------------------- |
| 1                                | Christian Rainer                 | 07.08.1992                       | 183                              | rozgrywający                     |
| 2                                | David Petschnig                  | 02.10.1999                       | 191                              | środkowy                         |
| 3                                | Maximilian Trummer               | 02.12.1995                       | 189                              | atakujący                        |
| 4                                | Arwin Kopschar                   | 09.04.1999                       | 183                              | przyjmujący                      |
| 5                                | Ben Stockhammer                  | 06.07.2002                       | 185                              | przyjmujący                      |
| 8                                | Mathias Wultsch                  | 25.11.2001                       | 195                              | środkowy                         |
| 9                                | Jakob Reiter                     | 04.07.1998                       | 182                              | libero                           |
| 10                               | Simon Baldauf                    | 17.04.1990                       | 190                              | środkowy                         |
| 11                               | Felix Pontasch                   | 15.04.2002                       |                                  | przyjmujący                      |
| 13                               | Sebastian Sablatnig              | 06.05.2002                       | 196                              | środkowy                         |
| 14                               | Adonis Alagić                    | 11.08.2001                       | 179                              | libero                           |
| 15                               | Felix Friedl                     | 24.06.1996                       | 193                              | libero                           |
| 16                               | Simon Frühbauer                  | 19.10.1988                       | 183                              | przyjmujący                      |
| 17                               | Benedikt Sablatnig               | 01.01.2005                       | 190                              | atakujący                        |
| 18                               | Paul Eichwald                    | 06.04.2002                       |                                  | rozgrywający                     |
| 29                               | Noah Neunhöffer                  | 29.08.2005                       |                                  | środkowy                         |
| Trenerzy                         |                                  |                                  |                                  |                                  |
|                                  | Jorgos Kotsilianos               | Trener                           | Trener                           | Trener                           |
|                                  | Simon Baldauf                    | Asystent trenera                 | Asystent trenera                 | Asystent trenera                 |

| VCA Amstetten Niederösterreich | VCA Amstetten Niederösterreich | VCA Amstetten Niederösterreich | VCA Amstetten Niederösterreich | VCA Amstetten Niederösterreich |
| Nr                             | Imię i nazwisko                | Data ur.                       | Wzrost                         | Pozycja                        |
| ------------------------------ | ------------------------------ | ------------------------------ | ------------------------------ | ------------------------------ |
| 2                              | Braydon Nault                  | 29.04.1996                     | 191                            | przyjmujący                    |
| 3                              | Franco Augusto Slomp Drago     | 06.09.1996                     | 203                            | środkowy                       |
| 4                              | Keaton Strom                   | 03.05.1995                     | 200                            | atakujący                      |
| 5                              | Liam Matheson                  | 19.05.1995                     | 194                            | przyjmujący                    |
| 6                              | Michael Pfeiffer               | 27.05.1998                     | 192                            | atakujący                      |
| 7                              | Levin Gust                     | 16.03.1999                     | 188                            | libero                         |
| 8                              | Alexander Spring               | 01.10.2002                     | 190                            | rozgrywający                   |
| 12                             | Philip Ichovski                | 12.12.1991                     | 200                            | środkowy                       |
| 13                             | Leo Schober                    | 01.02.1993                     | 201                            | środkowy                       |
| 14                             | Markos Jaliotos                | 23.08.1996                     | 195                            | rozgrywający                   |
| 15                             | Niklas Etlinger                | 03.08.1999                     | 190                            | przyjmujący                    |
| 16                             | Lukas Kreuziger                | 06.01.1996                     | 185                            | libero                         |
| 18                             | Jan Niklas Zaller              | 08.08.1999                     | 190                            | rozgrywający                   |
| Trenerzy                       |                                |                                |                                |                                |
|                                | Mircea Dudas                   | Trener                         | Trener                         | Trener                         |
|                                | Torsten Großmann               | Asystent trenera               | Asystent trenera               | Asystent trenera               |